# Joachim Klinkow

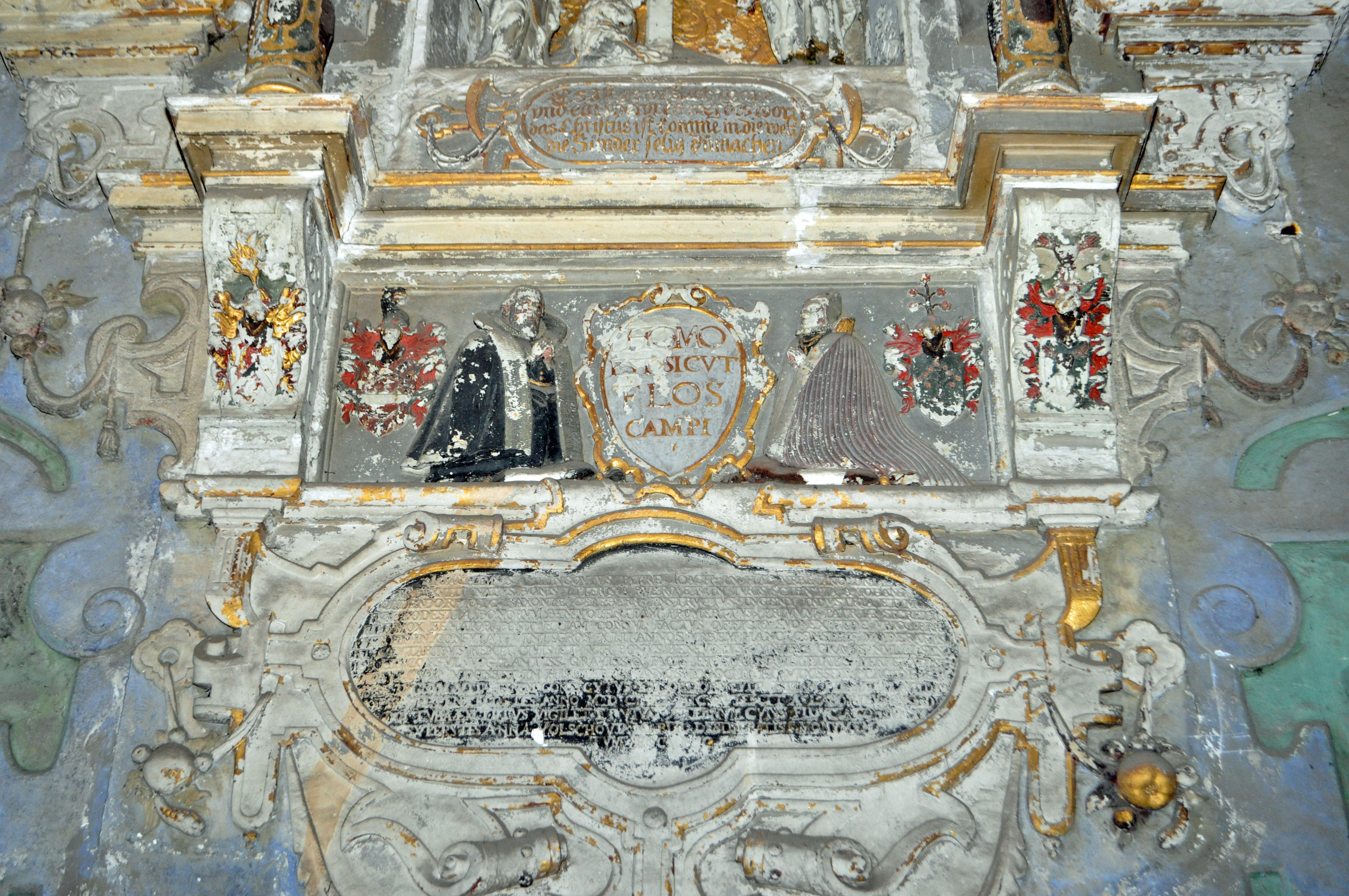
Detail von Klinkows Epitaph: Darstellung von ihm († 1601) und seiner Frau Anna († 1609), Tochter des Greifswalder Ratsherrn Johann Völschow

Joachim Klinkow, genannt der Junge (* 1518 in Stralsund; † 1601 ebenda), war Bürgermeister von Stralsund.

## Leben
Joachim Klinkow war der Sohn des gleichnamigen Ratsherrn Joachim Klinkow (1497–1551), genannt „der Alte“, und dessen erster Frau Taleke, Tochter des Bürgermeisters Heinrich Schütting, bzw. nach neuerer Forschung war er der Sohn Joachims des Älteren († 1551) und dessen zweiter Ehefrau Margarete Heye. Er wurde Michaelis 1534 an der juristischen Fakultät der Universität Rostock immatrikuliert. Im Alter von 16 Jahren wurde er 1534 Ratssekretär in Stralsund. 1550 wurde er Ratsherr und 1559 Bürgermeister von Stralsund. 1534 und 1538 war er Gesandter bei den Hansetagen und nahm als Bürgermeister an denen in den Jahren 1559, 1562 und 1566 teil. 

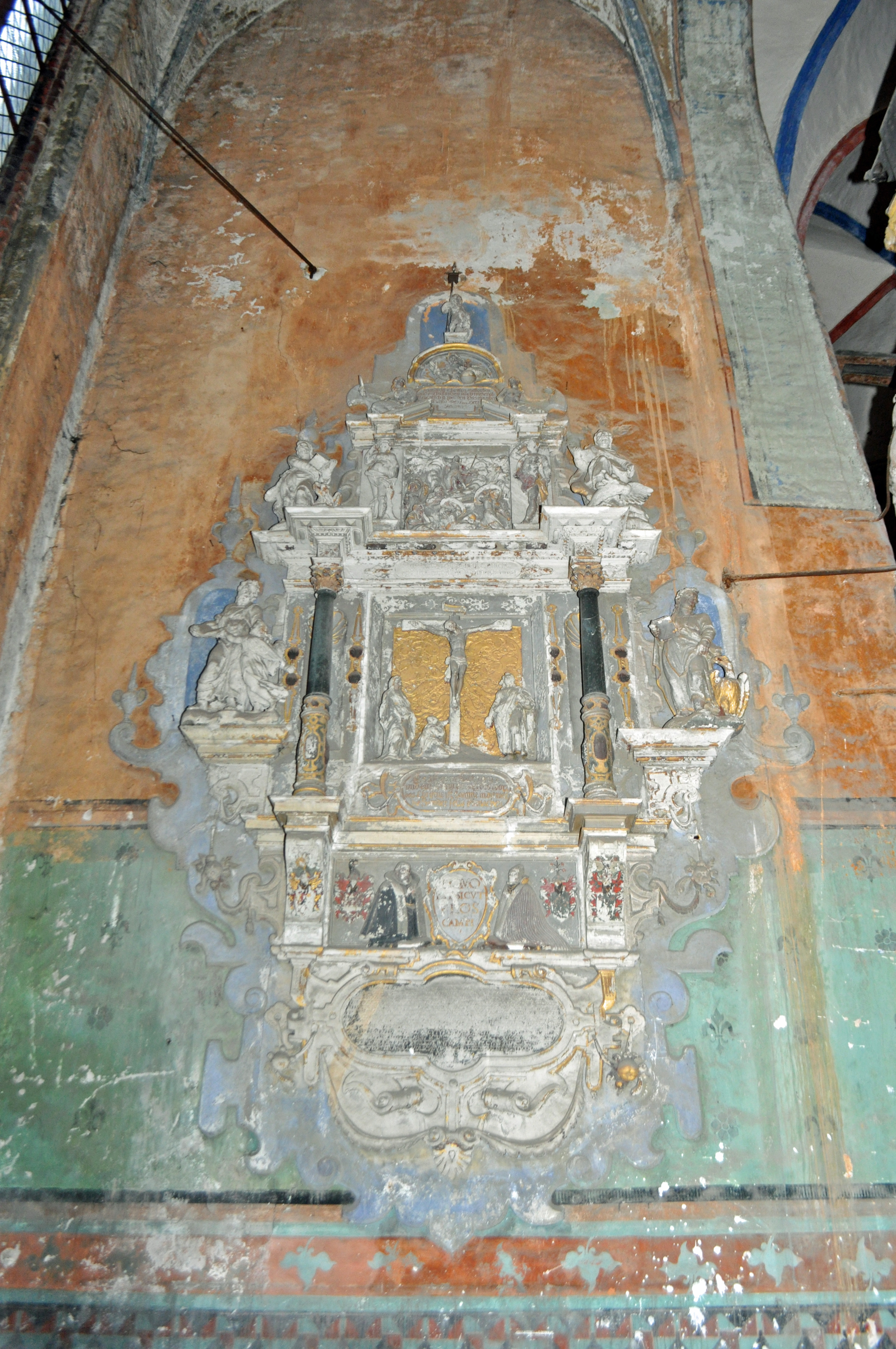
Klinkows Epitaph in der Nikolaikirche

Klinkow nahm 1561 in Stockholm an der Krönungsfeier für Erik XIV. von Schweden teil. Nach dem Landtag von Wolin wurde er einer von acht Kommissaren, die mit der Regelung des Münzwesens in Pommern beauftragt wurden. 1570 war er Gesandter auf dem Friedenskongress von Stettin, der den Dreikronenkrieg beendete. Da er sich stets für friedliche Beziehungen zwischen der Stadt Stralsund und den Herzögen von Pommern einsetzte, war er bei diesen gut angesehen und gehörte unter anderem 1579 zu den Taufpaten der Tochter Hedwig Maria des Herzogs Ernst Ludwig von Pommern-Wolgast. 
Joachim Klinkow war zweimal verheiratet, beide Ehen blieben kinderlos. Seine Witwe Anna († 1609), Tochter des Greifswalder Ratsherrn Johann Völschow, ließ ihm nach seinem Tod Pfingsten 1601 in seiner Grabkapelle in der Nikolaikirche ein Epitaph errichten. Sein Bruder Caspar (I.) Klinkow (1521–1560) ist der Ahnherr der 1678/84 geadelten Familie von Klinckowström.